# Polémil Bazar
 (novembre 2012).
Si vous disposez d'ouvrages ou d'articles de référence ou si vous connaissez des sites web de qualité traitant du thème abordé ici, merci de compléter l'article en donnant les références utiles à sa vérifiabilité et en les liant à la section « Notes et références ».
Polémil Bazar est un groupe de musique québécois qui a existé de 1999 à 2007 et qui faisait de la chanson festive et engagée.

## Historique
Entre ses débuts dans les petits bistrots de la ville de Québec en 1999 et sa disparition soudaine en mars 2007, le groupe produit trois albums originaux et présente près de 350 spectacles au Québec et en France. Polémil Bazar se réclame du mouvement altermondialiste québécois du début des années 2000. Il invite son public à la réflexion et à l’implication citoyenne, particulièrement en matière environnementale.
Musicalement, « Les Polémil » empruntent à de multiples genres, puisant principalement dans le jazz et les musiques du monde. Ce sont les accents manouches et tziganes qui donnent au groupe un son particulier qui lui permettra, au fil du temps, de s’affranchir de ses principales influences, tels que Têtes Raides et Georges Brassens. Le groupe se démarque par les textes de son chanteur Hugo Fleury, oscillants entre la poésie surréaliste et la critique sociale. Son écriture est plus proche du français littéraire que de la langue québécoise couramment parlée et chantée. 
Le groupe est au sommet de sa vague entre 2003 et 2005, période suivant la sortie de l’album Chants de mines qui se mérite plusieurs prix, dont un Félix de l’ADISQ. C’est durant cette période qu’on voit régulièrement les Polémil en tournée avec des artistes comme Tryo, La Rue Kétanou ou Les Hurlements d'Léo.
Au début de l’année 2006, après la sortie d’Avale ta montre, un troisième album accueilli plutôt froidement par les fans, Polémil Bazar commence à battre de l’aile. Boudé par les radios commerciales depuis ses débuts et victime du déclin des ventes de disques, le groupe fait du surplace et ses six membres ne parviennent plus à s'entendre sur la direction artistique qu'ils devraient suivre. Ils annoncent leur séparation par voie de communiqué de presse le 14 mars 2007.
Aujourd’hui encore, ils poursuivent presque tous une carrière musicale, dont Hugo Fleury, qui a fait paraître en novembre 2008 un premier album solo intitulé Soudure mexicaine.
En juin 2008, Putumayo World Music présente l'album Québec, une compilation spéciale en l'honneur du 400e anniversaire de la ville de Québec. Onze artistes québécois sont sélectionnés comme représentants « de la diversité et de la richesse musicale de cette fascinante province francophone », dont Polémil Bazar avec la chanson Les viscères, tirée de leur troisième disque.

## Membres du groupe
- Hugo Fleury (chant, accordéon, guitares classique et électrique)
- Josianne Laberge (violon, chant et chœurs)
- Jean-Étienne Joubert (batterie, percussions et chœurs)
- Martin Desjardins (saxophones ténor, alto et baryton, clarinette, clarinette basse et chœurs)
- Antoine Breton  (guitares acoustique et électrique, piano, flûte traversière et chœurs)
- Alexis Dumais (contrebasse)

Ont aussi collaboré :
- Éric Lavoie - Le Gentil (guitare)
- Thierry Gateau (contrebasse)
- Marie-Ève Charlebois (gérante)
- Tristan Mckenzie (ingénieur de son)

## Récompenses

### Prix
- 2004 : ADISQ, Félix de l'Album alternatif de l'année pour Chants de mines;
- 2004 : Gala des prix MiMi's, Étoile montante galaxie;
- 2004 : Gala des prix MiMi's, Album de l'année 2003 pour Chants de mines.

### Nominations
- 2004 : ADISQ, Groupe de l'année
- 2006 : FrancoFolies de Montréal, Prix Félix-Leclerc de la chanson